# Tlacpac
Tlacpac är en ort i Mexiko.   Den ligger i kommunen Acaxochitlán och delstaten Hidalgo, i den sydöstra delen av landet, 120 km nordost om huvudstaden Mexico City. Tlacpac ligger 2 307 meter över havet och antalet invånare är 1 008.
Terrängen runt Tlacpac är huvudsakligen kuperad, men den allra närmaste omgivningen är platt. Runt Tlacpac är det ganska tätbefolkat, med 108 invånare per kvadratkilometer. Närmaste större samhälle är Tulancingo, 16,8 km väster om Tlacpac. I omgivningarna runt Tlacpac växer i huvudsak blandskog.